# Liste der denkmalgeschützten Objekte in St. Leonhard bei Freistadt
Die Liste der denkmalgeschützten Objekte in St. Leonhard bei Freistadt enthält die 8 denkmalgeschützten, unbeweglichen Objekte in St. Leonhard bei Freistadt.

## Denkmäler
| Foto |                 | Denkmal                                                         | Standort                                    | Beschreibung | Metadaten |
| ---- | --------------- | --------------------------------------------------------------- | ------------------------------------------- | --- | --- |
| ja   | Datei hochladen | Zehentturm HERIS-ID: 19418 Objekt-ID: 15716                     | bei Dirnberg 5 Standort KG: Herzogreith     | Ehemaliger Zehentturm der Pfarre Gutau, im 16. Jahrhundert erbaut. Das quadratische, zweigeschoßige Haus besitzt ein Walmdach und ein Rundbogenportal. | BDA-Hist.: Q37847580 Status: Bescheid Stand der BDA-Liste: 2025-06-30 Name: Zehentturm GstNr.: .24/1                                                                   |
| ja   | Datei hochladen | Bründl-Kapelle HERIS-ID: 19419 Objekt-ID: 15717                 | Bründlstraße Standort KG: St. Leonhard      | Die Kapelle steht am alten Weg nach Ennsedt und wurde 1728 erbaut. Das Innere ist mit einer Kuppel umwölbt und beherbergt die Figur der betenden Maria. | BDA-Hist.: Q37847596 Status: § 2a Stand der BDA-Liste: 2025-06-30 Name: Bründl-Kapelle GstNr.: 2639, 2643                                                              |
| ja   | Datei hochladen | Brunnen HERIS-ID: 19422 Objekt-ID: 15720                        | Marktplatz 4, bei Standort KG: St. Leonhard | Der Brunnen mit achteckiger Schale trägt die Jahreszahl 1881. Der Mittelsteher besitzt Kopfmasken. | BDA-Hist.: Q37847638 Status: § 2a Stand der BDA-Liste: 2025-06-30 Name: Brunnen GstNr.: 2244/1                                                                         |
| ja   | Datei hochladen | Pranger, Rekonstruktion HERIS-ID: 19423 Objekt-ID: 15721        | Marktplatz 4, bei Standort KG: St. Leonhard | Ein Obelisk mit der Jahreszahl 1759. Daneben steht ein Symbol für die Freiung, ein Mast mit einem Arm für das Schwert. | BDA-Hist.: Q37847652 Status: § 2a Stand der BDA-Liste: 2025-06-30 Name: Pranger, Rekonstruktion GstNr.: 2244/1                                                         |
| ja   | Datei hochladen | Kath. Pfarrkirche Hl. Leonhard HERIS-ID: 19416 Objekt-ID: 15714 | Pfarrgasse Standort KG: St. Leonhard        | Das dreischiffige und dreijochige Langhaus ist spätgotisch mit Sternrippen. Der Chor ist zweijochig mit Netzrippengewölbe. Der Hochaltar ist aus 1904 im Stil des Historismus, Teile des ursprünglichen Altar befinden sich im OÖ Landesmuseum. Die Seitenaltäre sind aus dem 17. Jahrhundert. | BDA-Hist.: Q37847552 Status: § 2a Stand der BDA-Liste: 2025-06-30 Name: Kath. Pfarrkirche Hl. Leonhard GstNr.: .78 Saint Leonard Church (Sankt Leonhard bei Freistadt) |
| ja   | Datei hochladen | Pfarrhof HERIS-ID: 19417 Objekt-ID: 15715                       | Pfarrgasse 1 Standort KG: St. Leonhard      | Das zweigeschoßige Gebäude wurde im 18. Jahrhundert erbaut und hat eine spätbarocke Fassade mit Fensterdekor im Obergeschoß. Im Inneren finden sich Tonnen- und Kreuzgratgewölbe. | BDA-Hist.: Q37847567 Status: § 2a Stand der BDA-Liste: 2025-06-30 Name: Pfarrhof GstNr.: .49                                                                           |
| ja   | Datei hochladen | Mariensäule HERIS-ID: 19420 Objekt-ID: 15718                    | Predigtberg Standort KG: St. Leonhard       | Die Säule steht am Fuße des Weges zum Predigtberg und trägt eine Statue Marias. Der Sockel trägt die Jahreszahl 1867. | BDA-Hist.: Q37847609 Status: § 2a Stand der BDA-Liste: 2025-06-30 Name: Mariensäule GstNr.: 2311                                                                       |
| ja   | Datei hochladen | Sieben-Schmerzen-Kapellen HERIS-ID: 19421 Objekt-ID: 15719      | Predigtberg Standort KG: St. Leonhard       | Sieben Kapellen liegen entlang des Weges zum Predigtberg. Die Kapellen haben Rundbogenöffnungen und sind der Schmerzenmutter geweiht. Erstmals wurden sie 1852 urkundlich erwähnt. | BDA-Hist.: Q37847623 Status: § 2a Stand der BDA-Liste: 2025-06-30 Name: Sieben-Schmerzen-Kapellen GstNr.: 2217/1                                                       |